# Frederica Charlotte a Prusiei
Prințesa Frederica Charlotte a Prusiei (Friederike Charlotte Ulrike Katharina; 7 mai 1767 – 6 august 1820) a fost singura fiică a regelui Frederic Wilhelm al II-lea al Prusiei și a primei lui soții, Elisabeth Christine de Brunswick-Lüneburg. Prin căsătoria cu Prințul Frederic, Duce de York și Albany a devenit Ducesă de York și Albany.

## Arbore genealogic
1. ↑  Dictionary of Women Worldwide[*] Verificați valoarea |titlelink= (ajutor)